# Tekna
Els tekna són una confederació tribal saharaui seminòmada d'origen amazic sanhadja lamta. Els seus components avui habiten el sud del Marroc i el nord del Sàhara Occidental, però, tradicionalment tenen les rutes de migració més àmplies. En l'actualitat la seva població s'estima en al voltant de 709.000 individus.

## Demografia
Les tribus tekna parlen àrab hassania i la varietat chelja de l'amazic en diversos graus. Tots ells són musulmans de l'escola malikita de l'islam sunnita. El seu estil de vida tradicional era en part nòmada basat en el pasturatge de camells i cabres, i en part sedentària, controlant les rutes importants de comerç de caravanes saharauis.
Els Tekna es divideixen en diverses tribus de parla amaziga i de parla àrab, que s'organitzen en dues confederacions tribals o leff:
- Confederació Aït Djemel (Tekna occidental), formada per les tribus Aït Lahcen, Izerguiyen, Yaggout, i Aït Moussa Ou Ali ;
- Confederació Aït Atman (o Aït Bella) (Tekna oriental), formada per les tribus Azouafit, Aït Oussa, Aït Brahim, i Aït Hmad.

## Història
Durant el segle xvii, sota el sultà del Marroc Mulay Ismail van prendre el control sobre el territori del riu Muluya al sud del Senegal i Timbuctu. Contingents de tropes tekna foren enviats a la vall del Senegal en nom del sultà.
Després de 1765 els tekna es van revoltar, adquirint una major autonomia. El 30 de maig de 1767 Mulay Muhammad III, sultà del Marroc, va signar un tractat de pau i comerç amb el rei Carles III d'Espanya, reconeixent que el Marroc no controlava les tribus Tekna.
No obstant això, en el moment de la colonització espanyola i al principi del segle xx, les tribus tekna van reconèixer el sultà del Marroc com el seu senyor, si bé merament religiosos, ja que mai van existir relacions de sobirania territorial per part del Sultà del Marroc.